# Vicepresidente de Seychelles
El vicepresidente de Seychelles es el segundo cargo político más alto en el país, después del presidente y es conjuntamente elegido con éste. El cargo fue creado en agosto de 1996, tras una enmienda a la constitución.

## Funciones
El vicepresidente desempeña las funciones establecidas en la constitución del país y las asignadas por el gabinete. Puede ocupar uno o más ministerios del país.
El término del vicepresidente es el mismo que el del presidente. No puede ocupar el cargo por más de tres términos.
En caso de ausencia de un presidente, ya sea por muerte, dimisión o ser removido del cargo, el vicepresidente asume como presidente por el período restante de este.

## Lista de vicepresidentes
| #  | Vicepresidente    | Vicepresidente | Vicepresidente  | Inicio                | Final                 | Partido                                                  |
| -- | ----------------- | -------------- | --------------- | --------------------- | --------------------- | -------------------------------------------------------- |
| 1° |                   |                | James Michel    | 18 de agosto de 1996  | 14 de julio de 2004   | Frente Progresista del Pueblo de Seychelles              |
| 2° |                   |                | Joseph Belmont  | 14 de julio de 2004   | 30 de junio de 2010   | Frente Progresista del Pueblo de Seychelles (hasta 2009) |
| 2° | Partido Popular   |                | Joseph Belmont  | 14 de julio de 2004   | 30 de junio de 2010   |                                                          |
| 3° |                   |                | Danny Faure     | 1 de julio de 2010    | 16 de octubre de 2016 | Partido Popular                                          |
| 4° |                   |                | Vincent Meriton | 28 de octubre de 2016 | 26 de octubre de 2020 | Partido Popular (hasta 2018)                             |
| 4° | Seychelles Unidas |                | Vincent Meriton | 28 de octubre de 2016 | 26 de octubre de 2020 |                                                          |
| 5° |                   |                | Ahmed Afif      | 26 de octubre de 2020 | En el cargo           | Alianza Seychellense                                     |